# Eduard von Böhm-Ermolli

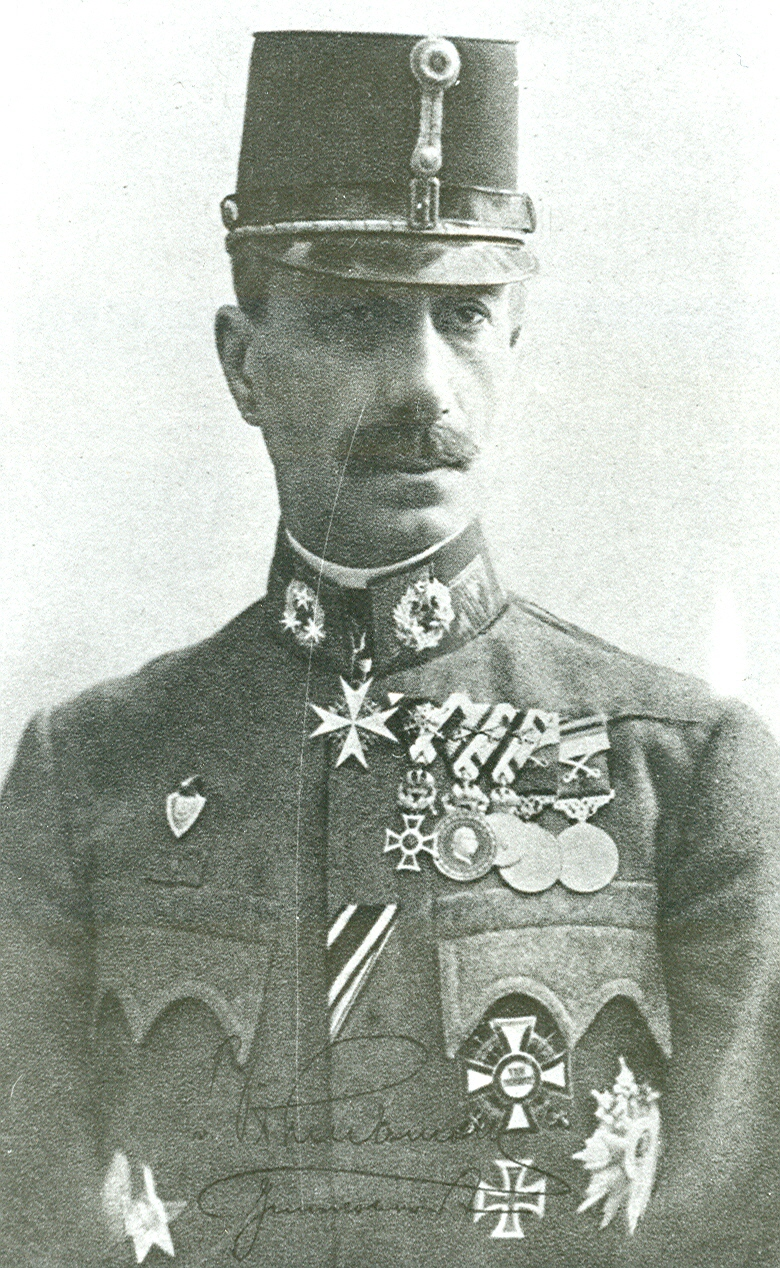
Böhm-Ermolli w mundurze generała pułkownika

Eduard Freiherr von Böhm-Ermolli (ur. 12 lutego 1856 w Ankonie, zm. 9 grudnia 1941 w Opawie) – niemiecko-włoski wojskowy i arystokrata, baron, marszałek polny cesarskiej i królewskiej Armii, honorowy generał armii Wojska Czechosłowacji oraz feldmarszałek Wehrmachtu. Uczestnik I wojny światowej.

## Życiorys
Böhm-Ermolli był z pochodzenia po stronie matki Włochem, po stronie ojca Niemcem, który służył w armii cesarskiej i królewskiej jako oficer. Na stopień podpułkownika został mianowany ze starszeństwem z 1 maja 1894. W 1896 został przeniesiony do Galicyjskiego Pułku Ułanów Nr 3 w Gródku na stanowisko komendanta pułku. 30 kwietnia 1897 został mianowany pułkownikiem. W 1901 został wyznaczony na stanowisko komendanta 16 Brygady Kawalerii w Pożoniu. 12 maja 1903 został mianowany generałem majorem. W 1905 został komendantem Dywizji Kawalerii Kraków w Krakowie. Na tym stanowisku 29 października 1907 został mianowany na stopień feldmarszałka porucznika. Dwa lata później powierzono mu komendę 12 Dywizją Piechoty w Krakowie. W jesieni 1911 został komendantem i generałem dowodzącym 1 Korpusem w Krakowie. Na tym stanowisku 29 kwietnia 1912 został mianowany na stopień generała kawalerii.
W czasie I wojny światowej dowodził 2 Armią, która początkowo działała w Serbii, by po przyłączeniu się Rosji do działań wojennych, walczyć na froncie wschodnim wraz ze sprzymierzoną armią niemiecką. 31 stycznia 1918 został mianowany marszałkiem polnym. Po zakończeniu działań wojennych jego armia została rozwiązana w Odessie.
W listopadzie 1918, podczas walk polsko-ukraińskich we Lwowie, Ukraińcy zwrócili się do niego z propozycją objęcia naczelnej komendy wojsk ukraińskich we wschodniej Galicji, co Böhm-Ermolli przyjął.
Po wojnie zamieszkał w Czechosłowacji, gdzie przez rząd został odznaczony i otrzymał emeryturę wojskową. W 1928 roku został mianowany generałem armii wojsk Czechosłowacji, mimo że nigdy w nich nie służył.
Po aneksji Sudetów do III Rzeszy otrzymał stopień feldmarszałka Wehrmachtu.
Zmarł 9 grudnia 1941 roku w Opawie i tam został pochowany. Wyprawiono mu pogrzeb państwowy. Grób istnieje do dziś.

## Ordery i odznaczenia
- Krzyż Komandorski Orderu Marii Teresy
- Kawaler Orderu Leopolda[9]
- Kawaler Orderu Żelaznej Korony 3 klasy[9]
- Krzyż Zasługi Wojskowej 3 klasy – 1895[10]
- Odznaka za Służbę Wojskową 3 klasy[9]
- Medal Jubileuszowy Pamiątkowy dla Sił Zbrojnych i Żandarmerii[9]
- Krzyż Jubileuszowy Wojskowy[9]
- Krzyż Pamiątkowy Mobilizacji 1912–1913[9]
- Pour le Mérite z liśćmi dębu
- Order św. Stefana I kl.
- Order Wojskowy św. Henryka